# Cồ nốc Bắc Bộ
Cồ nốc Bắc Bộ (danh pháp: Curculigo tonkinensis) là một loài thực vật có hoa trong họ Hypoxidaceae. Loài này được Gagnep. mô tả khoa học đầu tiên năm 1934.